# Lodovico Aureli
Pour les articles homonymes, voir Aureli.
Lodovico Aureli (né le 9 janvier 1816 à Bologne, dans les États pontificaux et mort le 9 août 1865 dans la même ville) est un graveur et peintre italien, actif principalement dans la peinture de scènes historiques, portraits et de fleurs.

## Œuvres

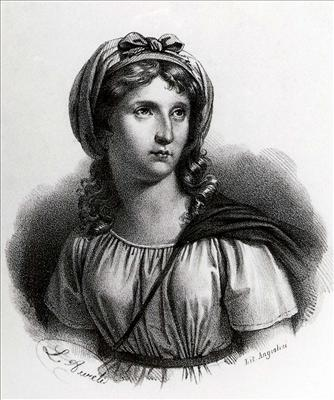
Gravure de Clotilde Tambroni

- Gravure de Clotilde Tambroni,